# بخش فرانکلین (شهرستان مونرو، اوهایو)
بخش فرانکلین (به انگلیسی: Franklin Township) یک منطقهٔ مسکونی در ایالات متحده آمریکا است که در شهرستان مونرو، اوهایو واقع شده‌است.
 بخش فرانکلین ۶۱٫۶ کیلومتر مربع مساحت و ۴۲۷ نفر جمعیت دارد و ۳۳۲ متر بالاتر از سطح دریا واقع شده‌است.